# What the Duck - Rak laen ding
What the Duck - Rak laen ding (What the Duck รักแลนดิ้ง; titolo internazionale What the Duck: The Series) è una serie televisiva thailandese la cui prima stagione è stata pubblicata su Line TV dal 1º gennaio al 6 marzo 2018 e la seconda stagione, nota con il nome di What the Duck: Final Call, è stata pubblicata, sempre su Line TV, dal 18 marzo al 6 maggio 2019.

## Personaggi e interpreti

### Principali
- Pop, interpretato da Sangwan Puwanai "O".
- Oat, interpretato da Charoenchai Khantichaikhajohn "Strong".
- Rambo, interpretato da Pakpoom Juanchainat "Art".
- Pree, interpretato da Suppasit Jongcheveevat "Mew".
- Nick, interpretato da Pranapong Khaisang "Tod".
- Mo, interpretata da Satida Pinsinchai "Aim".

### Ricorrenti
- Beauty, interpretata da Nungira Hanwutinanon "Gale".
- Nok, interpretata da Samantha Melanie Coates "Sammy".
- Suttinut Uengtrakul "Mild".
- Warakom Romchatmongkol "Chain".
- Ngeonkham Kirati "Bombbam".

## Episodi
| Stagione         | Episodi | Pubblicazione |
| ---------------- | ------- | ------------- |
| Prima stagione   | 20      | 2018          |
| Seconda stagione | 8       | 2019          |